# مورتانیا
مورتانیا (انگلیسی: Mauretania)، نامی لاتینی برای ناحیه و قلمروی باستانی در مغرب است که حدود آن از الجزایر امروز تا مراکش امروز و جنوب دریای مدیترانه و کوه اطلس قرار گرفته است. بومیان محلی این نواحی تاریخی از نژاد بربر بودند که رومی‌ها آن را موری یا ماسیسیلی می‌خوانند.